# North Berwick (Scozia)

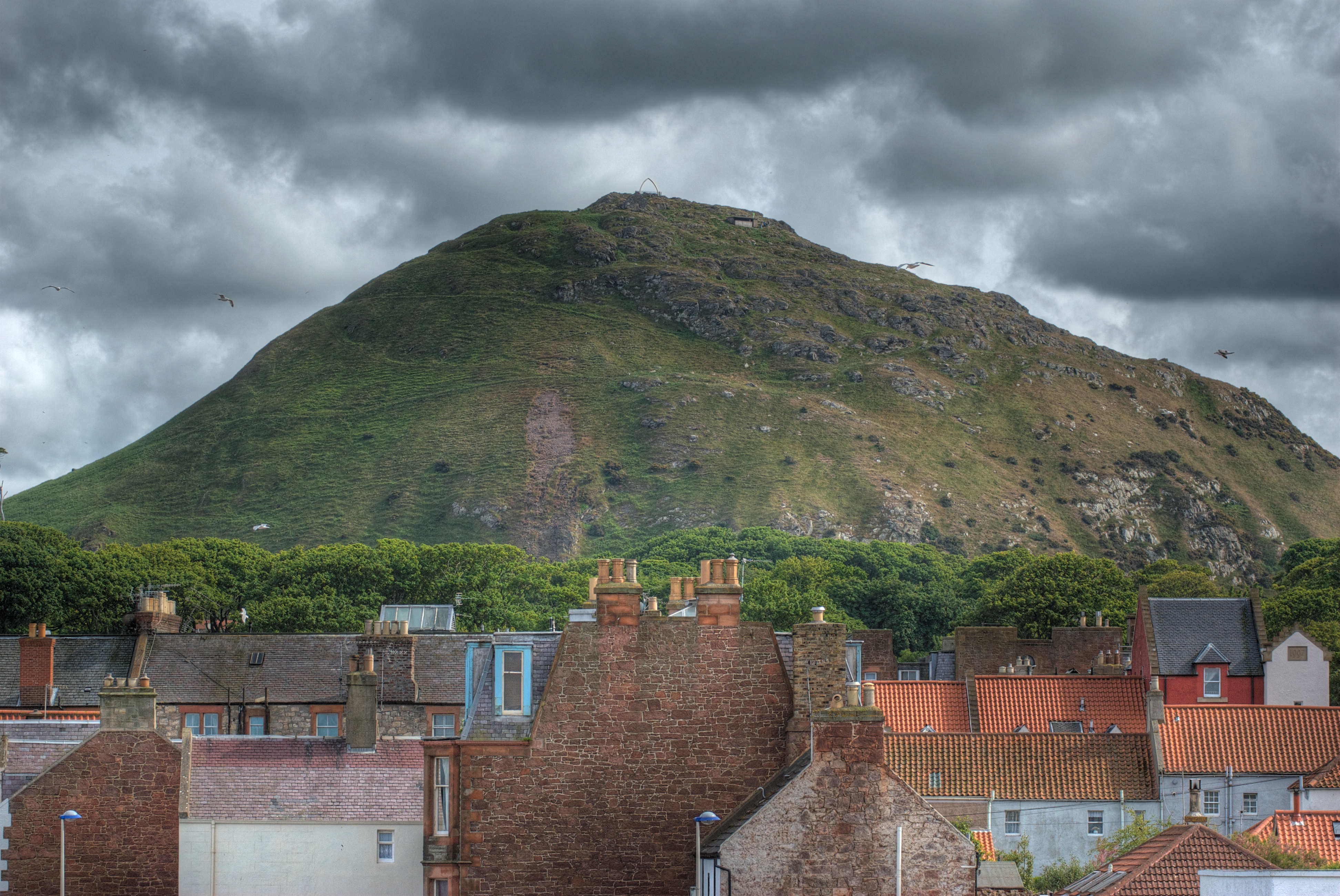
La cittadina di North Berwick ai piedi del North Berwick Law

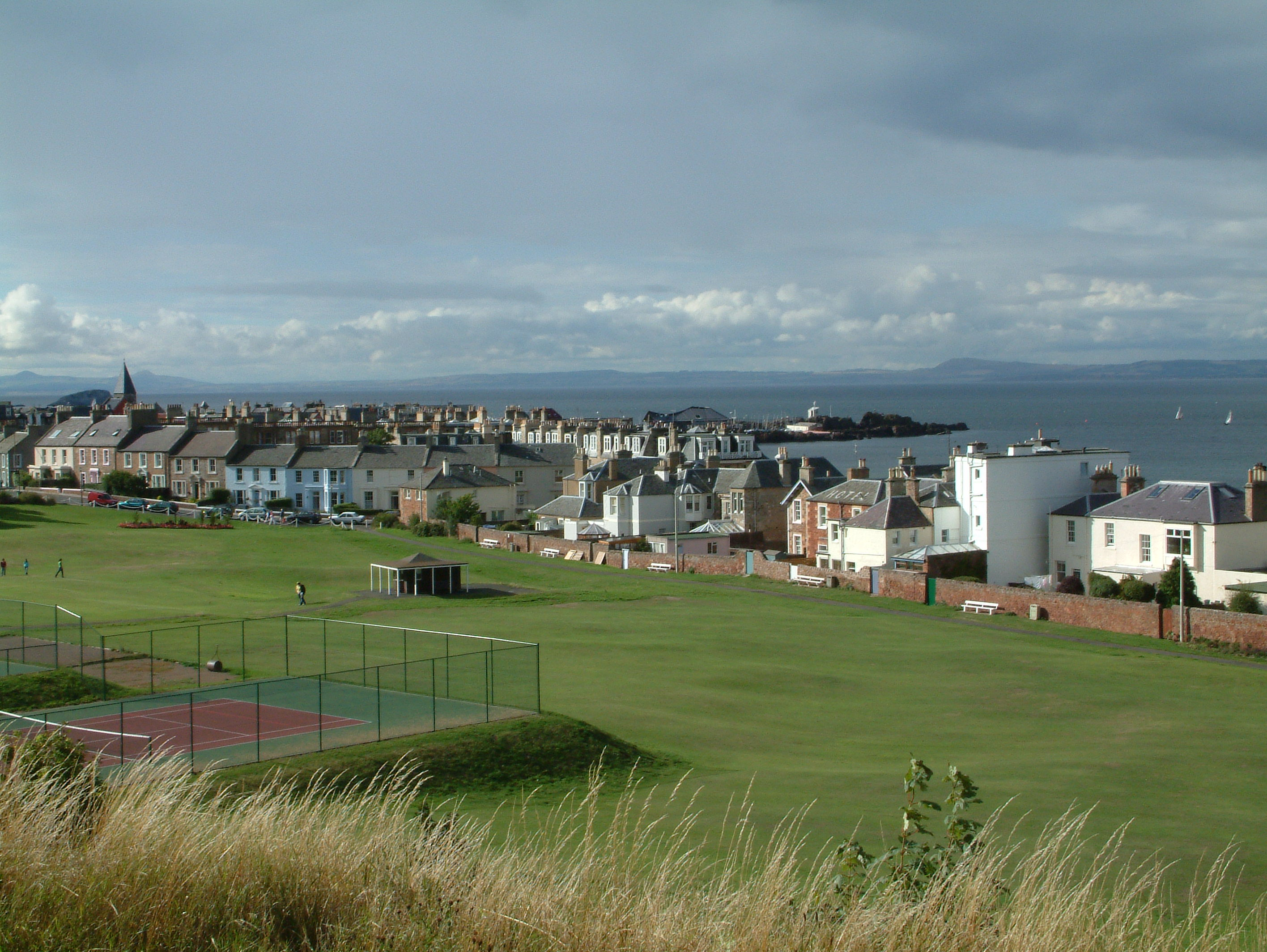
Veduta panoramica di North Berwick

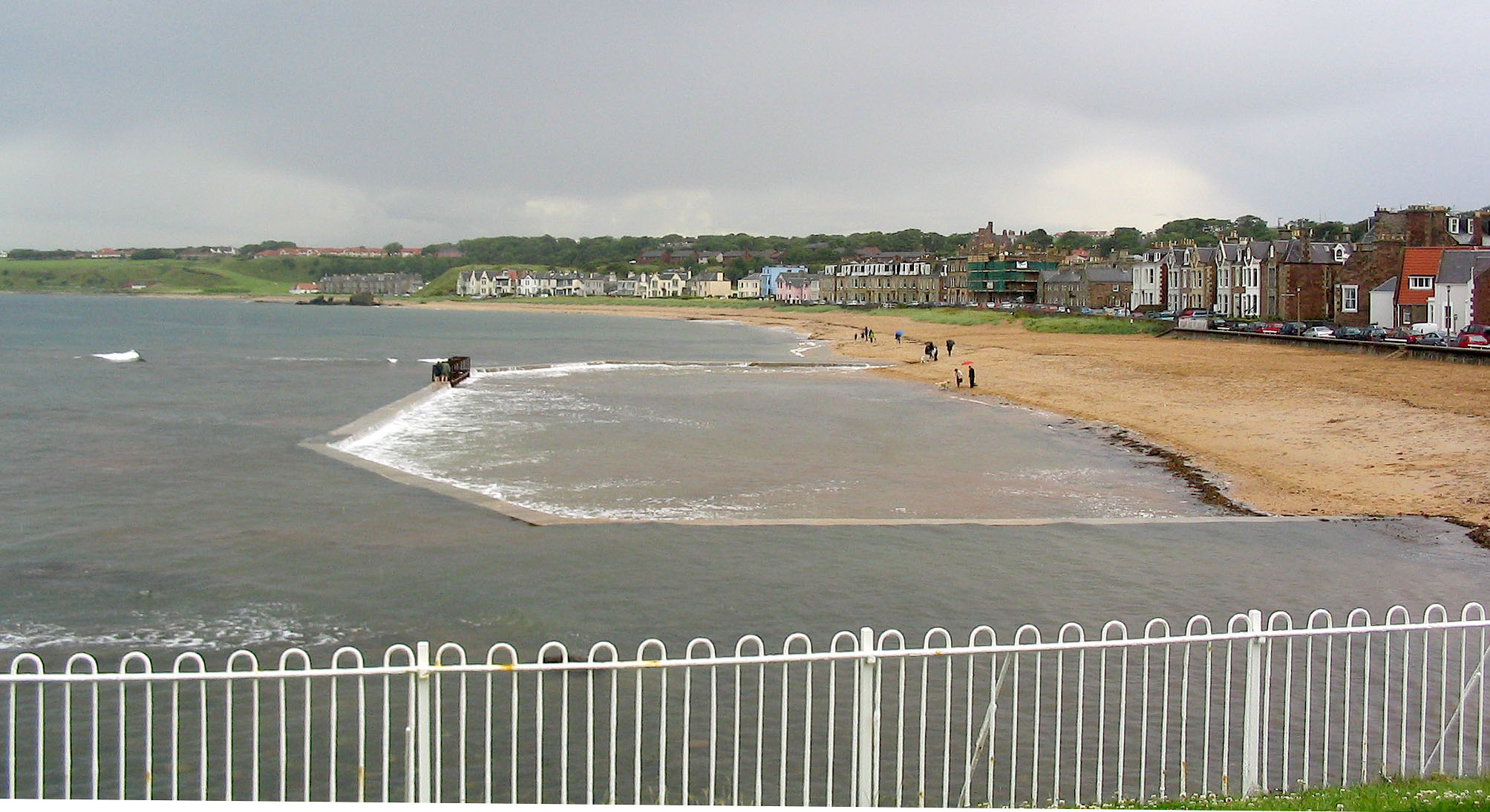
North Berwick: la East Bay (baia orientale)

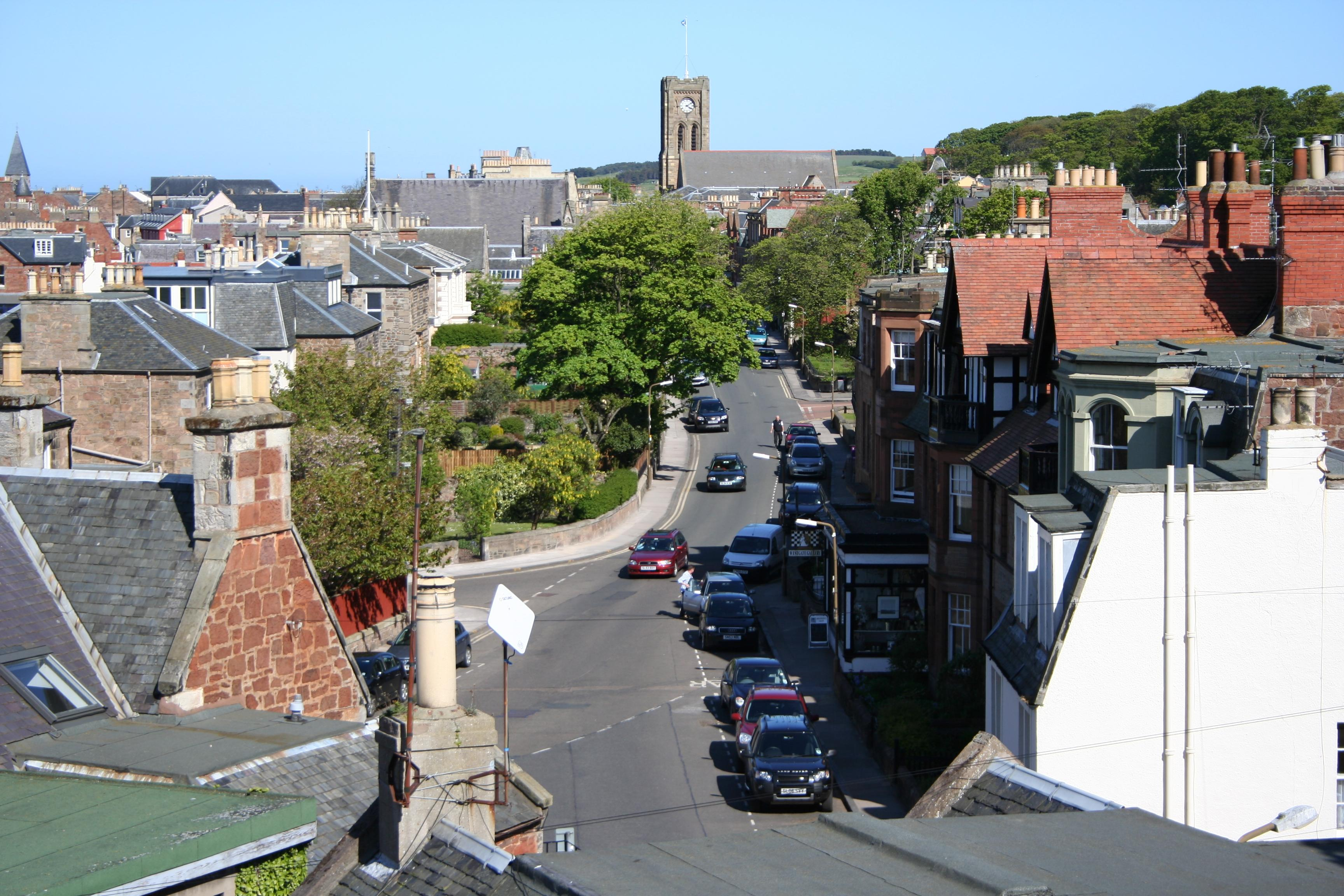
Il centro di North Berwick

North Berwick (in gaelico scozzese: Bearaig-a-Tuath, scots: Northbarrick, Northberwyke; 6.200 ab. ca.) è una località balneare della Scozia sud-orientale, situata nell'area amministrativa dell'East Lothian ed affacciata sul Firth of Forth, l'ampio estuario sul Mare del Nord del fiume Forth. North Berwick divenne una popolare destinazione per le vacanze nel XIX secolo per via delle sue due spiagge sabbiose, la East Bay (o Milsey) e la West Bay, e continua ad attrarre vacanzieri ancora oggi. I campi da golf che si trovano ai margini delle spiagge sono aperti ai visitatori.

## Storia
Il nome North Berwick significa "fattoria dell'orzo" del nord ("bere" in inglese antico significa orzo e "wic" fattoria). La parola "North" fu aggiunta per distinguere questa Berwick da Berwick-upon-Tweed, che in tutto il Medioevo gli scozzesi chiamarono South Berwick. La città fu registrata come Northberwyk nel 1250. A sud del North Berwick Law vi sono tracce di un cerchio di capanne, almeno diciotto, alcuni letamai e un sistema di coltivazione risalente a circa 2000 anni fa.
Il porto di North Berwick fu costruito nel XII secolo, e per 500 anni ci fu un traghetto che portava a Earlsferry, presso Elie nel Fife; questo mezzo era popolare tra i pellegrini che si recavano a Saint Andrews. Il traghetto è stato di recente ripristinato; durante l'estate una barca effettua servizio tra North Berwick e Anstruther nel Fife, in omaggio al traghetto originale. Scavi hanno mostrato che vi era attività presso il porto già nel VIII secolo, mentre la "Auld Kirk Green" situata presso il porto era utilizzata per riunioni e i processi per stregoneria. La leggenda dice che "Satana stesso" abbia partecipato qui ad un rituale nel 1590, anche se è più probabile che Satana fosse una metafora per rappresentare Francis Stewart, V conte di Bothwell. Durante il XVI secolo almeno 70 persone furono implicate nei processi alle streghe, e gli eventi ispirarono opere come Tam o' Shanter di Robert Burns e "Il Tredicesimo Membro" di Mollie Hunter. Uno dei più famosi processi alle streghe a North Berwick fu quello a una donna chiamata Agnes Sampson; fu accusata di aver realizzato una pozione per scatenare una tempesta mentre Giacomo VI di Scozia tornava a casa dalla Danimarca con la nuova moglie, Anna di Danimarca. Il processo ebbe luogo nel 1591 e fu presenziato da Re Giacomo stesso. Agnes Sampson fu torturata fino alla confessione e bruciata in loco, come molte altre persone innocenti.

## Geografia fisica

### Collocazione
North Berwick si trova a nord di Haddington e a nord/nord-ovest delle Lammermuir Hills, a circa 45 km ad est/nord-est di Edimburgo.
Il borgo è adagiato ai piedi del monte chiamato North Berwick Law.

## Società

### Evoluzione demografica
Al censimento del 2001, North Berwick contava una popolazione di 6.223 abitanti, il 53,78% dei quali era costituito da donne.
Lo 0,69% della popolazione si è dichiarato parlante il gaelico scozzese.

## Luoghi d'interesse

### North Berwick Law
La cittadina è sovrastata dal North Berwick Law, un monte di roccia vulcanica dell'altezza di 187 m.
In cima al monte si trova un arco in osso di balena, che fu eretto nel 1709. Sul monte sono inoltre visibili i resti di fortificazioni risalenti alle guerre napoleoniche.
|  |

### Scottish Seabird Centre
Di fronte al porto di North Berwick, si trova lo Scottish Seabird Centre, un centro di documentazione sugli uccelli marini che vivono nel Firth of Forth.

### St Andrew's Old Kirk
Altro luogo d'interesse è la St Andrew's Old Kirk, la vecchia chiesa dedicata a San'Andrea, di cui rimangono soltanto delle rovine, in quanto gran parte dell'edificio sprofondò nel mare nel 1656.

### Tantallon Castle
Nei dintorni di North Berwick si trova il Tantallon Castle, che fu un tempo (a partire dal XIV secolo) roccaforte dei Red Douglas, conti di Angus.

Il castello ospita il Museum of Flight, il museo dell'aviazione scozzese, che espone circa 50 velivoli storici.

## Infrastrutture e trasporti
La località è un punto di collegamento con l'isola di Bass Rock.